# Función booleana 2-monótona
En matemáticas, una función booleana 2-monótona (más conocida en inglés como 2-monotone boolean function) es una función booleana monótona ƒ : {0,1}n → {0,1}, para la cual existe un ordenamiento lineal de sus variables w1, w2, ..., wn, de modo que se convierte también en una función booleana regular.
Estas funciones han sido estudiadas en muchos contextos, tales como la threshold logic, teoría de juegos, teoría de hipergrafos y teoría del aprendizaje.
Estas funciones fueron definidas por primera vez en 1965, y desarrolladas más extensamente en 1971.
En teoría de juegos cooperativos, una función booleana 2-monótona es equivalente a un juego completo.

## Complejidad computacional
Del punto de vista de la complejidad computacional, se sabe que son computables en tiempo polinómico.

## Ejemplo
Toda función umbral es una función booleana 2-monótona, mientras que lo contrario no es cierto.